# 2157 Ashbrook
A 2157 Ashbrook (ideiglenes jelöléssel A924 EF) a Naprendszer kisbolygóövében található aszteroida. Karl Wilhelm Reinmuth fedezte fel 1924. március 7-én.
Nevét Joseph Ashbrook (1918–1980) amerikai csillagász után kapta.